# Center for Subjektivitetsforskning
Center for Subjektivitetsforskning (CFS) er et tværfagligt forskningscenter ved Københavns Universitet, ledet af Dan Zahavi. CFS arbejder med en række forskellige emner bl.a. subjektivitet, intentionalitet, empati, handling (engelsk fagterm: action), perception, embodiment, naturalisme, selvbevidsthed, forstyrrelser i selvet (engelsk fagterm: self-disorders), skizofreni, autisme, cerebral parese, normativitet, angst og tillid, samt en række klassiske tænkere så som Kant, Hegel, Kierkegaard, Brentano, Husserl, Heidegger, Wittgenstein, Merleau-Ponty, Levinas og Ricoeur. De benytter forskellige filosofiske og empiriske perspektiver på subjektivitet (metodisk og konceptuel pluralisme), og samarbejder derfor gennem forskellige faglige discipliner så som fænomenologi, analytisk filosofi, hermeneutik, psykiatri, neurovidenskab, teologi, religionsfilosofi, asiatisk filosofi, udviklingspsykologi, klinisk psykologi og kognitionsvidenskab.

## Introduktion

### Baggrund
CFS blev etableret i 2002 af Dan Zahavi (Professor i filosofi), Josef Parnas (Professor i Psykiatri) og Arne Grøn (Professor i etik og religionsfilosofi) for "gennem en interfilosofisk og interdisciplinær tilgang at engagere sig i en systematisk undersøgelse af subjektivitet". Fra 2002-2012 var de finansieret som et Center of Excellence (CoE) af Danmarks Grundforskningsfond. Efter 2012 har de været haft en række eksternt finansierede forskningsprojekter og fungerer på nuværende tidspunkt som en del af Institut for Medier, Erkendelse og Formidling ved Det Humanistiske Fakultet (Københavns Universitet).
CFS har bl.a. været støttet af fonde som European Science Foundation, Det Frie Forskningsråd, Den Europæiske Kommission (Sixth/Seventh Framework Programme), Carlsbergfondet, Velux Fonden og Københavns Universitets Stjerneprogram for interdisciplinær forskning.

### Teoretisk ramme: Subjektivitet
Navnet subjektivitet (snarere end for eksempel bevidsthed) har en lang og kompleks historie i vestlig tænkning. Siden Descartes, og særligt siden Kant, har subjektivitet været et vedvarende emne for mange filosoffer i den tyske og franske tradition (kontinental filosofi). I perioden fra Kant til Hegel, i nogle tilfælde omtalt som ”subjektivitetsfilosofiens herredømme” ("the reign of the philosophy of subjectivity"), blev subjektivitet set som hvis ikke dét konstituerende tema eller princip, så hvert fald ét af de konstituerende temaer for og principper i filosofi. I det 20.århundredes filosofi fortsatte denne teoretiske tradition formentligt stærkest i fænomenologien.

### Udmærkelse
I 2006 modtog Dan Zahavi Videnskabsministeriets Eliteforskerpris. Prisen gives til en fremragende dansk forsker for vigtigt bidrag til dansk videnskab.
I 2009 modtog Claudia Welz, på daværende tidspunkt postdoc ved CFS, Templeton Award for Theological Promise.
I 2010 vandt Andrea Raballo, på daværende tidspunkt ph.d.-studerende ved CFS, Den Europæiske Psykiatriforenings forskerpris i kategorien ”Klinisk psykopatologi og forbedring af psykiatriske diagnosekategorier”.
I 2011 modtog Adrian Alsmith, postdoc ved CFS, først Barbara Wengeler prisen for sin ph.d.-afhandling og efterfølgende Sapere Aude: DFF - Ung eliteforskerprisen.
I 2011 modtog Dan Zahavi Carlsbergfondets Forskningspris, der indstilles af Det Kongelige Danske Videnskabernes Selskab.
I 2012 modtog Josef Parnas Kurt Schneider Scientific Award.
I 2015 vandt Kristian Moltke Martiny den danske Falling Walls med sit ph.d.-projekt fra CFS, der gives for en gennembrydende videnskabelig idé i et innovativt format.

## Forskningsprojekter og -samarbejder

### Advisory Board
Advisory boardet er interdisciplinært og består af følgende forskere: 
- Ingolf U. Dalferth (Professor i Systematisk Teologi og Religionsfilosofi, Universität Zürich)
- Günter Figal (Professor i Filosofi, Freiburg Universität, Tyskland)
- Shaun Gallagher (Professor i Filosofi, Department of Philosophy, University of Memphis, USA)
- Axel Honneth (Professor i Filosofi, Goethe Universität, Frankfurt, Tyskland og Colombia University, USA)
- Alva Noë (Professor i Filosofi, University of California, Berkeley, USA)
- Philippe Rochat (Professor i Psykologi, Emory University, USA)
- Yves Rossetti (Professor i Neuropsykologi, Lyon Medical School, France)
- Louis Sass (Professor i Klinisk Psykologi, Rutgers University, USA)
- Galen Strawson (Professor i Filosofi, University of Texas, USA)
- Evan Thompson (Professor i Filosofi, University of British Columbia, Canada).

### Forskningsprojekter
Lederen af CFS, Dan Zahavi, er co-chefredaktør af det videnskabelige tidsskrift Phenomenology and the Cognitive Sciences (et internationalt tidsskrift mellem fænomenologi, empiriske videnskaber og analytisk filosofi).
CFS har bl.a. deltaget i følgende forskningsprojekter: 
- Disorders and Coherence of the Embodied Self (DISCOS) (2007-2010)
- Agency, Self and Other: En interdisciplinær undersøgelse (2007-2010)
- Normativitet, Selv og Socialitet (2011-2014)
- Towards an Embodied Science of InterSubjectivity (TESIS) (2011-2015). Et bredt samarbejdsprojekt mellem forskere fra Tyskland, Spanien, Danmark, England og Italien, støttet af EU som et Marie Curie Initial Training Network (ITN). Netværks-koordinatoren på TESIS var Thomas Fuchs fra Afdelingen for psykiatri ved Heidelberg Universitet, Tyskland. Associerede partnere inkluderer LEGO.
- Empathy and Interpersonal Understanding (2011-2016). Et projekt, der arbejder på at beskrive hvad empati er og hvilken rolle det spiller i mellemmenneskelig forståelse samt I hvilket omfang mellemmenneskelig forståelse forudsætter en fælles social og kulturel baggrund. Projektet er støttet af VELUX-fonden.
- The disrupted “we”: Shared intentionality and its psychopathological distortions (2013-2016). Et projekt der undersøger ‘shared intentionality’ samt vi-perspektivet. Projektet er støttet af Københavns Universitets Stjerneprogram for Interdisciplinær Forskning.
- Self-understanding and self-alienation: Existential hermaneutics and psychopathology (2014-2016). Projektets formål var at undersøge hvad oplevelser af selv-alienation kan fortælle os menneskets selvforståelse, og omvendt hvordan en mere nuanceret tilgang til selvforståelse kan hjælpe til at opnå en bedre forståelse af netop oplevelsen af selv-alienation. Projektet er støttet af VELUX-fonden.

### Anvendte projekter
CFS har arbejdet med/på projekter ud over universitetets grænser, fx projekter med klinisk anvendelse eller kunstprojekter.
Eksempler på projekter med klinisk anvendelse:
- Gennem Professor Josef Parnas samarbejder CFS med Psykiatrisk Center Hvidovre vedr. forskning i skizofreni. Sammen med andre forskere har Parnas og Zahavi udviklet EASE: Examination of Anomalous Self-Experience, et semi-struktureret kvalitativt og semi-kvantitativt psykometrisk instrument, der er målrettet mod anomalier i subjektive selv-oplevelser, som netop er karakteristiske for det skizofrene spektrum, særligt i den tidlige fase.
- I samarbejde med Elsass Instituttet (tidligere Helene Elsass Center), et forsknings- og udviklingscenter for rehabilitering af folk med cerebral parese, bruger CFS ideer fra fænomenologi og neurovidenskab i fysioterapi, ergoterapi og psykologi for at udvikle nye rehabiliteringsstrategier og –teknologier.[12]

Eksempler på projekter med samarbejde omkring kunst:
- Dannelse af et netværk for danske forskere og filminstruktører for at skabe en tættere relation mellem forskning og film. Her arbejdede CFS sammen med Det Danske Filminstitut, Creative Media Desk Denmark og Signe Byrge Sørensen fra Final Cut for Real. Netværket omfattede bl.a. filminstruktører som Phie Ambo, Joshua Oppenheimer og Janus Metz.[13]
- Som videnskabelig rådgiver deltog Kristian Martiny, daværende ph.d.-studerende ved CFS, som en del af holdet bag dokumentaren Naturens uorden (premiere efteråret 2015), om at leve med cerebral parese, instrueret af den danske dokumentarist Christian Sønderby Jepsen og med Jacob Nossell (kendt fra Det røde kapel) som omdrejningspunkt. Martiny deltog ligeledes som videnskabelig rådgiver på et eksperimentelt teaterstykke ved navn ”Human Afvikling”, der havde premiere den 21. september, 2014 på Gamle Scene i Det Kongelige Teater. Stykket var instrueret af Thomas Corneliussen og havde også Jacob Nossell i hovedrollen. Stykket omhandler de sociale erfaringer af at leve med fysisk handicap.[14]
- I forbindelse med en ph.d. om ”expert musicianship” (2012-2015) havde Simon Høffding, daværende ph.d.-studerende, et længerevarende samarbejde med Den Unge Danske Strygekvartet.[15]
- Kunstnere så som Olafur Eliasson og Siri Hustvedt har haft korrespondancer og samtaler med centerets professor Dan Zahavi.

## Forbindelser til studerende

### Kandidat i fænomenologi og bevidsthedsfilosofi
Gennem deres tilknytning til Institut for medier, erkendelse og formidling ved Københavns universitet udbyder CFS fag inden for området fænomenologi og bevidsthedsfilosofi på den to-årige kandidat i filosofi.
Derudover har CFS mange tilknyttede ph.d.-studerende, både for det fulde forløb samt besøgende for en periode.

### Sommerskole
Siden 2010 har CFS hver sommer afholdt en sommerskole i fænomenologi og bevidsthedsfilosofi for omkring 80-100 KA- og ph.d.-studerende.

## Udvalgte værker fra bibliografien
- Gallagher, S., Zahavi, D.: The Phenomenological Mind. 2nd Edition. London: Routledge, 2012. (288 pp.)
- Grøn, A.: The Concept of Anxiety in Søren Kierkegaard. Translated by Jeanette B.L. Knox. Macon, Georgia: Mercer University Press, 2008 (166 pp.).
- Kendler, K. & Parnas, J. (eds.): Philosophical Issues in Psychiatry: Explanation, Phenomenology, and Nosology. Baltimore: The Johns Hopkins University Press, 2008. (424 p.)
- Overgaard, S.: Husserl and Heidegger on Being in the World. Phaenomenologica 173. Kluwer Academic Publishers, Dordrecht, 2004. (225 pp.)
- Overgaard, S.: Wittgenstein and Other Minds: Rethinking Subjectivity and Intersubjectivity with Wittgenstein, Levinas, and Husserl. New York and London: Routledge, 2007. (xiii+201 pp.)
- Overgaard, S., Gilbert, P. and Burwood, S.: An Introduction to Metaphilosophy. Cambridge: Cambridge University Press, 2013 (vii + 240 pp.).
- Parnas, J., Møller, P., Kircher, T., Thalbitzer, J., Jansson, L., Handest, P., Zahavi, D.: "EASE: Examination of Anomalous Self-Experience". Psychopathology 38, 2005, 236-258.
- Siderits, M., Thompson, E., Zahavi, D. (eds.): Self, No Self? Perspectives from Analytical, Phenomenological, & Indian Traditions. Oxford: Oxford University Press, 2011. (337 p.)
- Welz, C.: Love’s Transcendence and the Problem of Theodicy. Tübingen: Mohr Siebeck, 2008. (437 pp.)
- Zahavi, D.: Husserl‘s Phenomenology. Stanford University Press, Stanford, 2003. (x + 178 pp).
- Zahavi, D.: Subjectivity and Selfhood: Investigating the First-Person Perspective. The MIT Press, Cambridge, MA., 2005. (viii + 265 pp.)
- Zahavi, D. (ed.): The Oxford Handbook of Contemporary Phenomenology. Oxford, Oxford University Press, 2012. (640 p.).
- Zahavi, D.: Self and Other: Exploring Subjectivity, Empathy, and Shame. Oxford University Press 2014 (296 pages)